# Monumento de Jóyali (Berlín)
Jóyali (en alemán: Chodschali) — El monumento erigido a la memoria de las víctimas del genocidio de Jóyali en el patio de la biblioteca de Gotfrid-Benn en el distrito administrativo de Schweititz-Selendorf, Berlín, Alemania.

## Historia
Los iniciadores de la construcción del monumento son Salhab Mammadov, Akif Asgarov, Ali Ibadullayev y uno de sus coautores es el escultor y artista azerbaiyano Ibrahim Ahrari, quien ha vivido en Berlín durante 45 años.
A la ceremonia de inauguración celebrada el 30 de mayo de 2011, asistieron Norbert Kopp, jefe de la organización autónoma de Shteglitz-Tselendorf, Adalat Valiyev, viceministro de Cultura y Turismo de Azerbaiyán, representantes de la diáspora azerbaiyana, sociedad alemana, personalidades importantes de la ciencia y cultura de ambos países. En la ceremonia pronunciaron discursos la asesora de Educación, Cultura y Servicio a los Ciudadanos del Distrito de Steglitz-Selendorf la Sra. Kerstin-Ulrich Richter-Kotovski, el embajador de Azerbaiyán en Alemania Parviz Shahbazov y el autor del monumento Ibrahim Ahrari..